# クロアジサシ

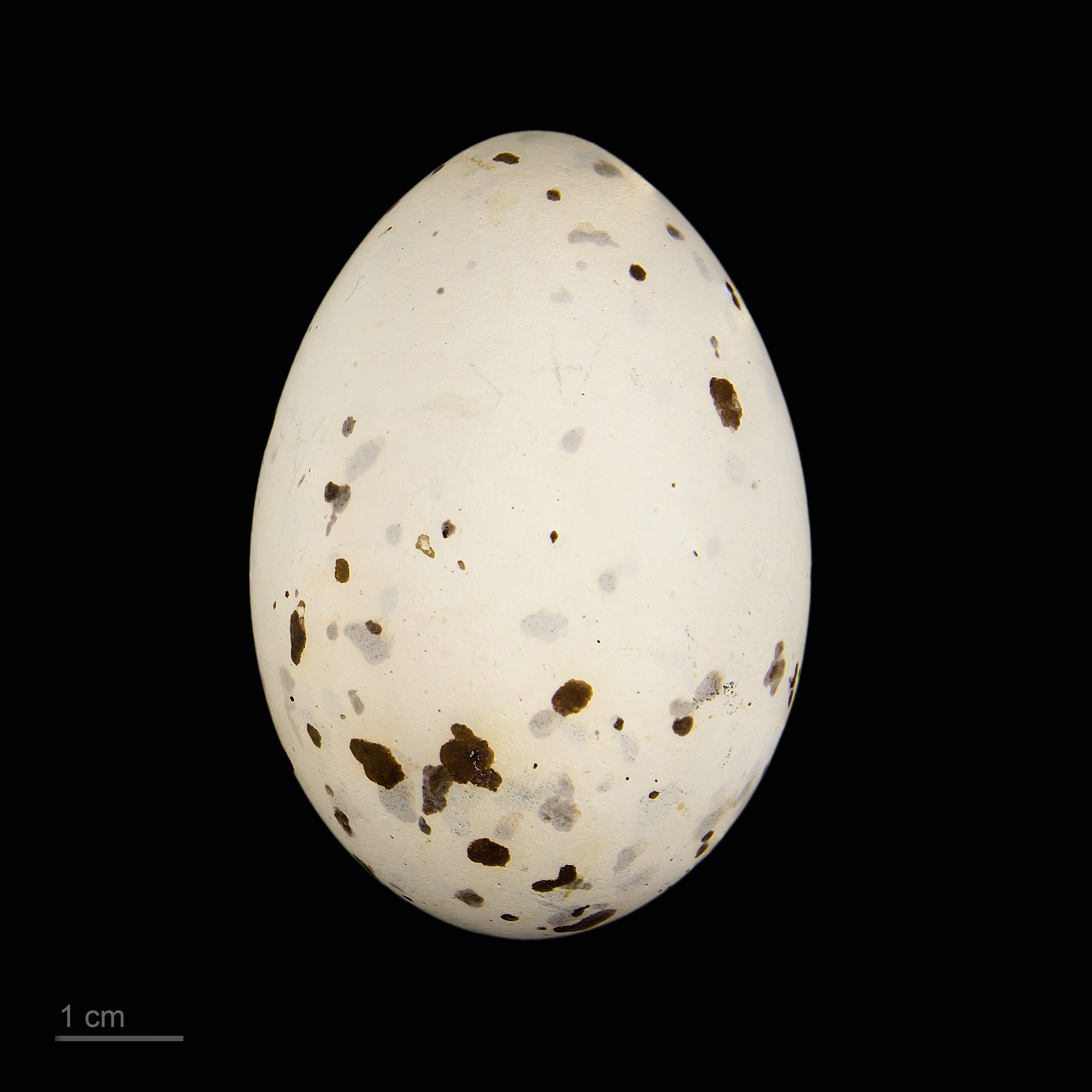
Anous stolidus

クロアジサシ (黒鯵刺、学名Anous stolidus) は、チドリ目カモメ科（アジサシ科に分類する説もある）に分類される鳥類の一種である。
名前どおり黒褐色の羽毛が特徴である。

## 形態
体長は40-45cm、翼開長は75-86cmほどで、ハトより大きい。額とアイリングは白く後頭部が灰褐色の外は、全身黒褐色の羽毛に覆われていて、白い羽毛の割合が高いアジサシ類の中では特に個性的な外見をしている。目からくちばしにかけての部分と足は黒い。全身の羽毛はきめが細かく、艶のないビロードのような外見である。なお、尾羽は他のアジサシのように燕尾型ではなく、先がわずかに2つに割れた紡錘形をしている。
幼鳥は、頭部の大部分が褐色である。

## 分布
太平洋、インド洋、大西洋の熱帯、亜熱帯の島々で繁殖し、非繁殖期は周辺の外洋に生息する。
日本では、夏鳥として先島諸島、小笠原諸島、火山列島に繁殖に渡来するが、それらの島よりも北ではほとんど見られない。台風後に迷行した個体等が北海道や九州、伊豆諸島で記録されたことがある。

## 生態
繁殖地は洋上の島嶼で、ハイイロアジサシやシロアジサシ、セグロアジサシなどと一緒に繁殖するが、岩場や草原に種類ごとに固まったコロニー（集団繁殖地）を作る。
オスとメスの求愛行動では首を上下させる行動が見られ、英名の"Noddy"（うなずく者）はここに由来する。求愛行動の後は枯れ草や木の枝を組み合わせて地上に巣を作るが、たまに木の上に巣を作るものもいる。卵は普通1個だけで、巣立ちまで2ヶ月-3ヶ月ほどかかる。
鳴き声は、「アッ　アッ　アッ」または「クワー」。

## 近縁種
ヒメクロアジサシ A. minutus Boie, 1844
体長35cmほどで、クロアジサシよりもわずかに小さい。羽毛はクロアジサシより黒みが強く、体に対してくちばしも長い。クロアジサシと同じような分布域を持つが、インド洋には分布しない。
インドヒメクロアジサシ A. tenuirostris Temminck, 1823
アフリカ東岸からオーストラリアまでのインド洋に分布する。